# Groupe des nationalistes sociaux-révolutionnaires
Le Groupe des nationalistes sociaux-révolutionnaires (en allemand:Gruppe Sozialrevolutionärer Nationalisten) était un groupement de la gauche nationaliste révolutionnaire à l'époque de la République de Weimar, fondé à l'été 1930 par le journaliste berlinois Karl Otto Paetel.

## Histoire
À l'été 1930, le GSRN publie un manifeste intitulé Nationalisme social-révolutionnaire, dans lequel ses orientations politiques deviennent visibles dans des articles individuels, puis à nouveau sous forme de thèses. Le groupe professait la nation comme « valeur politique ultime », le peuple et le socialisme. D'une part, cela devrait se faire comme une "transformation spirituelle", mais aussi avec la "nationalisation de toutes les grandes et moyennes entreprises". Le groupe a expressément reconnu la "lutte de classe des opprimés", l'alliance avec l'Union soviétique et toutes les "classes et nations opprimées".
Issu de la déception face au parcours du NSDAP , qu'ils considéraient comme « fasciste » et « bourgeois » , développé principalement après la rupture d'Hitler avec Otto Strasser dans certains cercles du Bundische Jugend , mais surtout chez les jeunes nationalistes autour de magazines comme Die Kommenden ( Paetel fut rédacteur en chef jusqu'à la fin de l'été 1930) et Die Tat adopta de plus en plus une position politique qui mettait davantage l'accent sur le « bolchevique » que les groupes précédents du spectre national-révolutionnaire ou national-bolchevique.
Si le groupe, qui n'a jamais compté plus de quelques centaines de membres, a d'abord supposé qu'il serait capable d'unir de jeunes nationalistes sans parti avec des nationaux-socialistes de "gauche" déçus après la rupture de Strasser avec Hitler, leurs idées ont changé après le KPD déclaré « une libération nationale et sociale du peuple allemand », émis par le KPD le 25 août 1930. Désormais, le GSRN voyait des points de contact entre sa politique et celle du KPD. Paetel a parlé d'aller "côte à côte" avec le "prolétariat révolutionnaire - avec le KPD" pour une révolution "socialiste" , l'abrogation du Traité de Versailles et le Plan Young et d'établir un lien fort avec l'est de l'Allemagne.
Après la démission de Paetel du comité de rédaction du magazine Die Kommenden, il crée une plateforme distincte pour le GSRN : le magazine Die sozialistische Nation, qui paraît de janvier 1931 à janvier 1933. À noter, par exemple, une enquête que Paetel mena à l'été 1931 auprès des chefs les plus importants de la droite indépendante sur la question de leur position en cas de guerre d'intervention contre l'Union soviétique. Ces réponses, presque unanimes contre une telle guerre, ont été publiées et débattues. Lors de l ' élection présidentielle de 1932 , Die sozialstaat recommanda l' élection du candidat communiste, Ernst Thälmann. Parfois, le magazine ressemblait à une plate-forme ouverte, la correspondance et les discussions entre Paetel, Gollong, Grosse, Bodo Uhse etc. d'une part et Boris Goldenberg ( KPO ) ou Wolfgang Abendroth (Jeunesse Socialiste Libre) d'autre part sont particulièrement fréquentes dans 1931 dans le pour trouver des agrafes.
Malgré la proximité partielle de leurs positions avec celles du KPD, le groupe a tenté de ne pas être repris par ce dernier, mais aussi de ne pas rentrer dans le camp national-socialiste. Outre des événements-débats et sa participation à l'association de lutte contre le fascisme , son travail était largement journalistique. Au début de 1933, Paetel termine son Manifeste national-bolchevique, dans lequel il parle de fonder un parti national-bolchevique, qui devrait se présenter aux élections avec Claus Heim et Ernst Niekisch . La « prise de pouvoir » d'Hitler a précédé la publication de la revue Die sozialist Nationet l'existence du GSRN une fin immédiate. Paetel tente alors de « construire des cellules » de résistance au sein des Jeunesses hitlériennes et des SA (pour subvertir et organiser une résistance contre Hitler à l'intérieur du NSDAP) de l'intérieur , mais fuit Berlin en 1935.

## Réception
Louis Dupeux classe le groupe comme l'un des plus clairs théoriquement et des plus influents du spectre national-révolutionnaire de la République de Weimar. Des témoins contemporains tels que Leopold Schwarzschild et Kurt Hiller ont traité du GSRN dans des articles. En raison de leurs contacts avec l'ensemble du mouvement national-révolutionnaire, de leurs racines dans le mouvement de jeunesse et des discussions ouvertes avec des personnalités du spectre de gauche (par exemple Ernst Toller), ils sont considérés comme l'un des groupes les plus influents du national-bolchevique.
Les représentants de la Nouvelle Droite d'aujourd'hui se réfèrent à cette idéologie dans le cadre de la stratégie du front transversal et en reprennent les idées.

## Littérature
• Louis Dupeux: Nationalbolschewismus in Deutschland 1919–1933. Beck, München 1985.
• Herbert Crüger: Verschwiegene Zeiten. Ch. Links, Berlin 1990.
Karl Otto Paetel: Reise ohne Uhrzeit. Heintz, 1982.
• Karl Otto Paetel: Nationalbolschewismus und nationalrevolutionäre Bewegungen in Deutschland. Verlag Siegfried Bublies, Schnellbach 1999,  (ISBN 3-926584-49-1).
• Otto-Ernst Schüddekopf: Nationalbolschewismus in Deutschland 1918–1933. Ullstein, 1972.
• Zeitschrift DIE SOZIALISTISCHE NATION, Jahrgänge 1931–1932.
• Karl Otto Paetel: Sozialrevolutionärer Nationalismus. Reprint bei Helios, 1986.